# Herinnering
Een herinnering is een ervaring uit het verleden die in het geheugen is opgeslagen en die men zich voor de geest kan roepen. Hoe ervaring of kennis in het langetermijngeheugen wordt opgeslagen en weer kan worden teruggezocht, is onderwerp van studie in de zowel de cognitieve psychologie als cognitieve neurowetenschap. Herinneringen vormen het bewustzijn en vormen als zodanig een onderdeel van het declaratief geheugen. Herinneringen zijn niet altijd betrouwbaar.

## Herinnering en hersenfuncties
Het menselijk geheugen bestaat uit meerdere systemen met hun eigen kenmerken. Herinnering (Engels: recall of recollection) wordt meestal in verband gebracht het declaratief geheugen: het geheugen voor feiten en gebeurtenissen die hebben plaatsgevonden in het verleden. Het opslaan van deze kennis (Engels: encoding) en terugzoeken (Engels: retrieval) gebeurt door verschillende gebieden in de hersenen. Zo blijkt de hippocampus een rol te spelen bij het opslaan, of consolidatie van nieuwe kennis. Verschillende delen van de prefrontale cortex blijken actief te zijn bij opslaan en terugzoeken. De linker prefrontale cortex zou meer bij opslaan, en de rechter prefrontale cortex meer bij terugzoeken betrokken te zijn. De taak van de prefrontale cortex bestaat hierbij vermoedelijk in het organiseren en 'bewaken' van informatie die in het geheugen moet worden opgeslagen of wordt teruggezocht. Beschadiging van gebieden in de prefrontale cortex kunnen soms leiden tot herinneringsvervalsing (Engels: false memories) en confabulaties.

## Herinnering en vroege jeugd
De vroegste jeugdherinneringen stammen uit de leeftijdsperiode van gemiddeld 3-4 jaar De gebrekkige herinnering van gebeurtenissen uit de zeer vroege jeugd is zowel bij volwassenen, als bij kinderen op latere leeftijd vastgesteld. Over de oorzaken van dit verschijnsel, ook wel aangeduid als kinderamnesie (Engels: childhood amnesia) bestaat nog geen overeenstemming. Een vroege controversiële theorie uit de psychoanalyse van Sigmund Freud schrijft kinderamnesie toe aan verdringing van vroege seksuele impulsen. Recentere studies schetsen een ander beeld. Eén mogelijkheid is dat in de vroege jeugd wel persoonlijk gekleurde herinneringen gevormd worden, maar dat deze later in de jeugd geleidelijk weer vervagen. Een andere mogelijkheid is dat de ontwikkeling van de hersenen (en/of ook de ontwikkeling van taal) in de vroege jeugd nog onvoldoende is gevorderd om allerlei details van vroege ervaringen of gebeurtenissen in het autobiografisch geheugen op te slaan, waardoor zij ook op latere leeftijd niet of minder goed onthouden worden.

## Herinnering en herkenning
Herinnering moet worden onderscheiden van herkenning (Engels: recognition). Bij een test voor herinnering krijgt men bijvoorbeeld een lijst woorden te zien en wordt gevraagd deze lijst daarna weer te reproduceren. Dit kan in willekeurige volgorde of volgens de aangegeven volgorde gebeuren. Bij een herkenningstest luidt de opdracht met een ja of nee reactie aan te geven of een gepresenteerd woord al eerder in de lijst voorkwam of niet. Bij een herinnering is men ook in staat bewust de inhoud van het geheugen weer op te roepen. Bij herkenning weet men alleen dat iets wat wordt waargenomen, overeenkomt met informatie die in het geheugen is opgeslagen. Men kan bijvoorbeeld een gezicht herkennen, maar kan niet meer weten waar men de persoon is tegenkomen of hoe hij of zij heet.

## Vormen
Herinneringen worden mede gevormd door de emoties waar de oorspronkelijke ervaring mee gepaard gaat, en de meeste herinneringen eroderen in de loop der tijd, ze veranderen en vervagen naarmate er meer beleefd wordt. Details gaan verloren, en de gaten in het verhaal worden opgevuld met andere details. Buitengewoon indrukwekkende gebeurtenissen kunnen als flitsherinnering een eigen leven gaan leiden.
Wanneer paramnesie, geheugenbedrog, geheugenvervorming, herinneringsvervalsing of herinneringsillusie ziekelijke vormen aanneemt, kunnen de onware herinneringen leiden tot waanvoorstellingen van de werkelijkheid.
Een déjà vu (Frans voor "al gezien") is de ervaring zich iets te herinneren wat niettemin nog niet eerder is gebeurd. Dan hebben de hersenen de belevenis al opgeslagen voordat het bewustzijn er tijd voor had. De term werd het eerst geopperd in 1876 door de Franse auteur Émile Boirac in zijn boek over de toekomst van de psychische wetenschappen L'Avenir des Sciences Psychiques. Naar schatting hebben 97% van de mensen weleens een déjà vu-ervaring.
Een flashback (Engels voor "terugflits") is de plotselinge herinnering aan een vroegere ervaring, die was opgeslagen in het langetermijngeheugen en geen parate kennis meer was. Deze kan worden opgeroepen door een al dan niet bewuste associatie met de huidige gedachten.

## Etymologie
Het synoniem "anamnese", van het Oudgriekse woord ἀνάμνησις, anamnêsis, wordt gebruikt in de medische wereld voor de beschrijving van de ziektegeschiedenis die een patiënt aan zijn dokter kan geven. Platonische anamnese is het ophalen in de herinnering van de vormen uit de wereld waar de ziel voor de geboorte heeft verkeerd. Volgens Plato gaan vorige levens spoorloos verloren, maar blijven delen van de prenatale toestand altijd latent aanwezig in de geest.
Het wederkerend werkwoord zich herinneren is in de 16e eeuw gevormd naast het uit het Duits overgenomen erinnern. Het prefix her- is dus ontstaan als hypercorrectie, maar de betekenis van "weer inneren, opnieuw innemen" is wel toepasselijk. Er is immers in zekere zin sprake van een herbeleving.
Om de herinnering aan belangrijke gebeurtenissen en personen levend te houden, worden gedenktekens opgericht. Bijzondere bouwwerken worden gekoesterd als monumenten van vervlogen tijden, tastbare sporen van een geschiedenis, die anders zou verdwijnen. Het woord komt uit het Latijn, monumentum betekent "gedenkteken" of "dat wat herinnert". De Romeinen bouwden er veel, maar de oudste monumenten zijn ouder dan de eerste obelisken die de Egyptenaren oprichtten. Herinneringen zijn onbetrouwbaar, maar steen niet. Een samenleving ontleent een deel van haar identiteit aan haar monumenten.

## In de cultuur

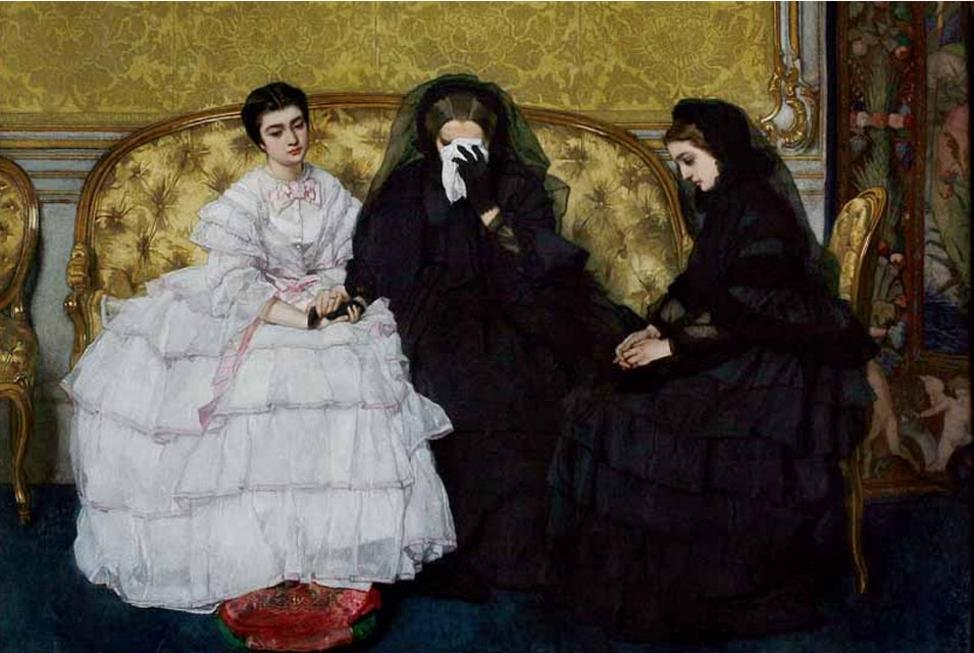
In Memoriam, schilderij van Alfred Stevens, 1858-61

- Een in memoriam (Latijn voor "ter herinnering aan") is een beschrijvend eerbetoon aan een overleden persoon. De spreuk wordt gewoonlijk gebruikt in de titel van necrologieën en boven grafschriften.
- To the memory of my beloved, The AUTHOR, Mr. William Shakespeare: And what he hath left us is een gedicht van Ben Jonson, geschreven ter inleiding van het eerste overzicht in druk van de werken van Shakespeare, de First Folio uit 1623. Hij roemt zijn vriend als een dichter die, "though thou hadst small Latin and less Greek", beschikte over een tijdloze genialiteit, het beeld van the Bard dat sindsdien het traditionele gemeengoed is geworden.
- In Memoriam A.H.H. is een lang gedicht van de Engelse dichter Alfred, Lord Tennyson uit 1849, een eerbetoon aan zijn studievriend Arthur Henry Hallam, die 1833 plotseling was overleden. Het schrijven van de 133 canto's nam zestien jaar in beslag. Het werk biedt een uitgebreide weergave van de Victoriaanse maatschappij en wordt beschouwd als een hoogtepunt in de Engelse literatuur van de 19e eeuw. Een veelgeciteerd fragment komt uit Canto 27:

I hold it true, whate'er befall;
I feel it when I sorrow most;
'Tis better to have loved and lost
Than never to have loved at all.
- Herinnering is een sonnet van Jacob van Lennep, opgenomen in de bundel Eenzame Liedjes van C.S. Adama van Scheltema in 1906. De dichter beschrijft een droombeeld van een liefde uit het onbereikbare verleden, "Totdat langzaam uw beeltnis is verdwenen / En wegzinkt van het lichtelooze heden".[10]
- Mark Twain schreef in zijn autobiografie, postuum uitgebracht in 1924: "I am grown old and my memory is not as active as it used to be. When I was younger I could remember anything, whether it happened or not; but my faculties are decaying now and soon I shall be so I cannot remember any but the things that never happened. It is sad to go to pieces like this but we all have to do it".[11]
- La persistencia de la memoría (Spaans voor "de volharding der herinnering") is een surrealistisch schilderij van de Salvador Dalí uit 1931. In 1954 schilderde hij vervolgens La desintegración de la persistencia de la memoría, het uiteenvallen van de volharding der herinnering.

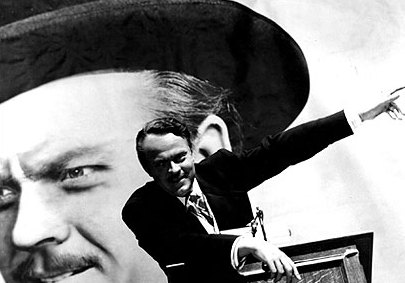
Orson Welles in de rol van Charles Foster Kane

- Herinnering aan Holland is een beroemd vers van Hendrik Marsman uit 1936, meermaals geparodieerd en in 1999 uitgeroepen tot Nederlands "Gedicht van de eeuw" na een verkiezing uitgeschreven door Poetry International en de Wereldomroep. De openingsregels zijn beroemd tot over de grenzen:[12]

Denkend aan Holland
zie ik breede rivieren
traag door oneindig
laagland gaan
- In de film Citizen Kane uit 1941 verzucht Orson Welles in de rol van Charles Foster Kane: "I can remember absolutely everything, young man. That 's my curse. That 's... one of the greatest curses ever inflicted on the human race, memory." De krantenmagnaat heeft herinneringen die hij liever zou vergeten.
- Memory is een educatief gezelschapsspel, waarin het concentratievermogen en het kortetermijngeheugen worden uitgedaagd. De speler sterkt zijn geheugen doordat hij de plaatsen moet onthouden van grote aantallen verschillende kaarten die omgekeerd op tafel liggen. Het spel werd in 1959 op de markt gebracht door spelfabrikant Ravensburger. In het Engels heet het spel ook wel Concentration, een vraag om aandacht.
- At long last is een historische roman van Shirlee Busbee uit 2000, vertaald door Michelle Posthumus in 2001 als Een bitterzoete herinnering.[13]
- Memoria de mis putas tristes is een roman van Gabriel García Márquez uit 2004, vertaald door Mariolein Sabarte Belacortu als Herinnering aan mijn droeve hoeren. De openingszin luidt: "Op mijn negentigste verjaardag wilde ik mezelf trakteren op een waanzinnige liefdesnacht met een jonge maagd".[14]
- Plaatsen van Herinnering is een boekenreeks onder redactie van Henk Wesseling, geïnspireerd door Les Lieux de mémoire van de Franse historicus Pierre Nora.
- In herinnering aan Gerard Reve is een anoniem in memoriam van Gerard Reve in dichtvorm, in april 2007 uitgegeven door uitgeverij Elettra te Sneek.[15]
- Plekken van Herinnering is een tiendelige televisieserie, vanaf 1 mei 2007 uitgezonden op RTV West. De serie is gemaakt in een samenwerkingsverband van de Haagse stadshistoricus prof. dr. Wim Willems, Omroep West en AD/Haagsche Courant.[16]